# Lijst van Eurocommissarissen voor Mededinging
De functie van Europees commissaris voor Mededinging is een van de oudste nog bestaande functies binnen de Europese Commissie. De functie was al vertegenwoordigd bij de eerste commissie in 1958.
| Nr. | Eurocommissaris voor Mededinging  | Eurocommissaris voor Mededinging | Eurocommissaris voor Mededinging | Termijn                              | Nationale partij              | Europese Partij | Commissie      | Land                     | Overige Portfolio(s)                 |
| --- | --------------------------------- | -------------------------------- | -------------------------------- | ------------------------------------ | ----------------------------- | --------------- | -------------- | ------------------------ | ------------------------------------ |
| 1   |                                   | Hans von der Gröbe               | Hans von der Gröben (1907–2005)  | 10 januari 1958 – 9 januari 1962     | O                             | EVP             | Hallstein I    | Bondsrepubliek Duitsland |                                      |
| 1   | 10 januari 1962 – 1 juli 1967     | Hans von der Gröbe               | Hans von der Gröben (1907–2005)  | Hallstein II                         | O                             | EVP             |                | Bondsrepubliek Duitsland |                                      |
| 2   |                                   | Maan Sassen                      | Maan Sassen (1911–1995)          | 2 juli 1967 – 30 juni 1970           | KVP                           | EVP             | Rey            | Nederland                |                                      |
| 3   |                                   |                                  | Albert Borschette (1920–1976)    | 1 juli 1970 – 21 maart 1972          | O                             | O               | Malfatti       | Luxemburg                |                                      |
| 3   | 21 maart 1972 – 5 januari 1973    | Mansholt                         | Albert Borschette (1920–1976)    |                                      | O                             | O               |                | Luxemburg                |                                      |
| 3   | 6 januari 1973 – 20 juli 1976     | Ortoli                           | Albert Borschette (1920–1976)    |                                      | O                             | O               |                | Luxemburg                |                                      |
| 4   |                                   | Ortoli                           |                                  | Raymond Vouel (1923–1987)            | 20 juli 1976 – 5 januari 1977 | LSAP            | PES            | Luxemburg                |                                      |
| 4   | 6 januari 1977 – 5 januari 1981   | Jenkins                          |                                  | Raymond Vouel (1923–1987)            |                               | LSAP            | PES            | Luxemburg                |                                      |
| 5   |                                   | Frans Andriessen                 | Frans Andriessen (1929–2019)     | 6 januari 1981 – 5 januari 1985      | CDA                           | EVP             | Thorn          | Nederland                | Interinstitutionele Betrekkingen     |
| 6   |                                   | Peter Sutherland                 | Peter Sutherland (1946–2018)     | 6 januari 1985 – 5 januari 1989      | FG                            | EVP             | Delors I       | Ierland                  | Sociale Zaken Onderwijs              |
| 7   |                                   | Leon Brittan                     | Leon Brittan (1939–2015)         | 6 januari 1989 – 5 januari 1993      | Con                           | EVP             | Delors II      | Verenigd Koninkrijk      | Vicevoorzitter Financiële Diensten   |
| 8   |                                   | Karel Van Miert                  | Karel Van Miert (1942–2009)      | 6 januari 1993 – 24 januari 1995     | SP                            | PES             | Delors III     | België                   | Vicevoorzitter Administratieve Zaken |
| 8   | 25 januari 1995 15 september 1999 | Karel Van Miert                  | Karel Van Miert (1942–2009)      | Santer                               | SP                            | PES             |                | België                   |                                      |
| 9   |                                   | Mario Monti                      | Mario Monti (1943)               | 16 september 1999 – 22 november 2004 | O                             | O               | Prodi          | Italië                   |                                      |
| 10  |                                   | Neelie Kroes                     | Neelie Kroes (1941)              | 22 november 2004 – 9 februari 2010   | VVD                           | ALDE            | Barroso I      | Nederland                |                                      |
| 11  |                                   | Joaquín Almunia                  | Joaquín Almunia (1948)           | 9 februari 2010 – 1 november 2014    | PSOE                          | PES             | Barroso II     | Spanje                   | Vicevoorzitter                       |
| 12  |                                   | Margrethe Vestager               | Margrethe Vestager (1968)        | 1 november 2014 – 1 december 2019    | RV                            | ALDE            | Juncker        | Denemarken               |                                      |
| 12  | 1 december 2019 – heden           | Margrethe Vestager               | Margrethe Vestager (1968)        | Von der Leyen                        | RV                            | ALDE            | Vicevoorzitter | Denemarken               |                                      |